# صموئيل لويد مايرز الأب
صموئيل لويد مايرز الأب (بالإنجليزية: Samuel L. Myers Sr.)‏ هو اقتصادي أمريكي، ولد في 18 أبريل 1919 في بالتيمور في الولايات المتحدة.